# Monestir de Maulbronn
El monestir de Maulbronn (en alemany: Kloster Maulbronn) és un dels monestirs cistercencs medievals més ben conservats d'Europa. Se situa a la rodalia de Maulbronn, Baden-Württemberg, Alemanya i està separat de la ciutat per un cinturó de fortificacions. L'any 1993 va ser declarat Patrimoni de la Humanitat per la UNESCO.

## Història

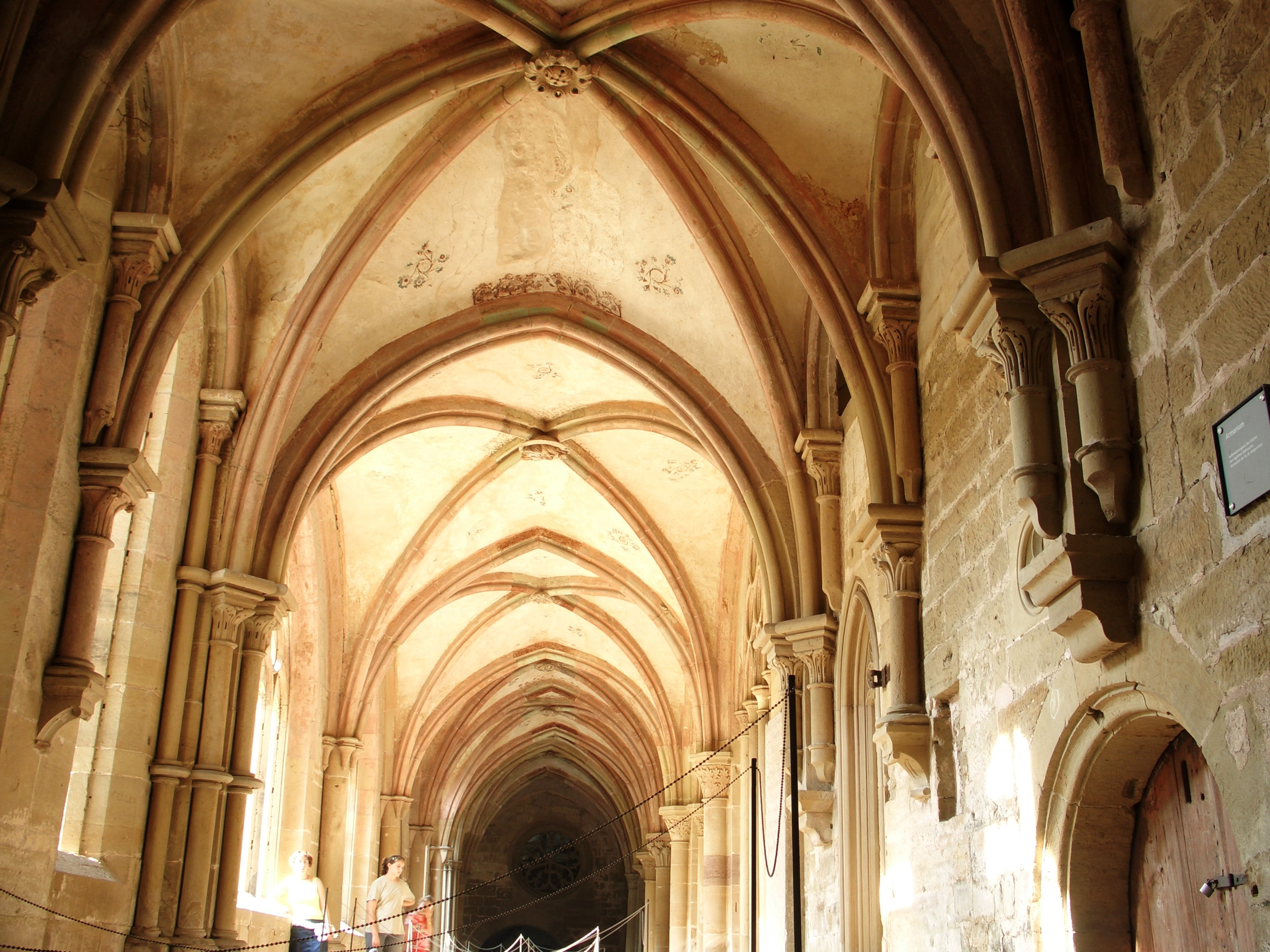
Galeria del claustre

El monestir es va fundar el 1147 sota els auspicis del primer papa cistercenc, Eugeni III. L'església principal, construïda en un estil transitori del romànic a gòtic, fou consagrada el 1178 per Arnold, bisbe de Speyer.
Després de l'esclat de la Reforma, el duc de Württemberg es va apoderar del monestir el 1504 i hi construí el seu pavelló de cacera. A mitjan segle xvii, l'anterior abadia es convertia en un seminari protestant, actualment conegut com els Seminaris Evangèlics de Maulbronn i Blaubeuren, que l'han ocupat des d'aleshores. Els clergues protestants adaptaven els edificis monàstics per a les seves pròpies necessitats, per exemple reconstruïren el refectori.

## Arquitectura

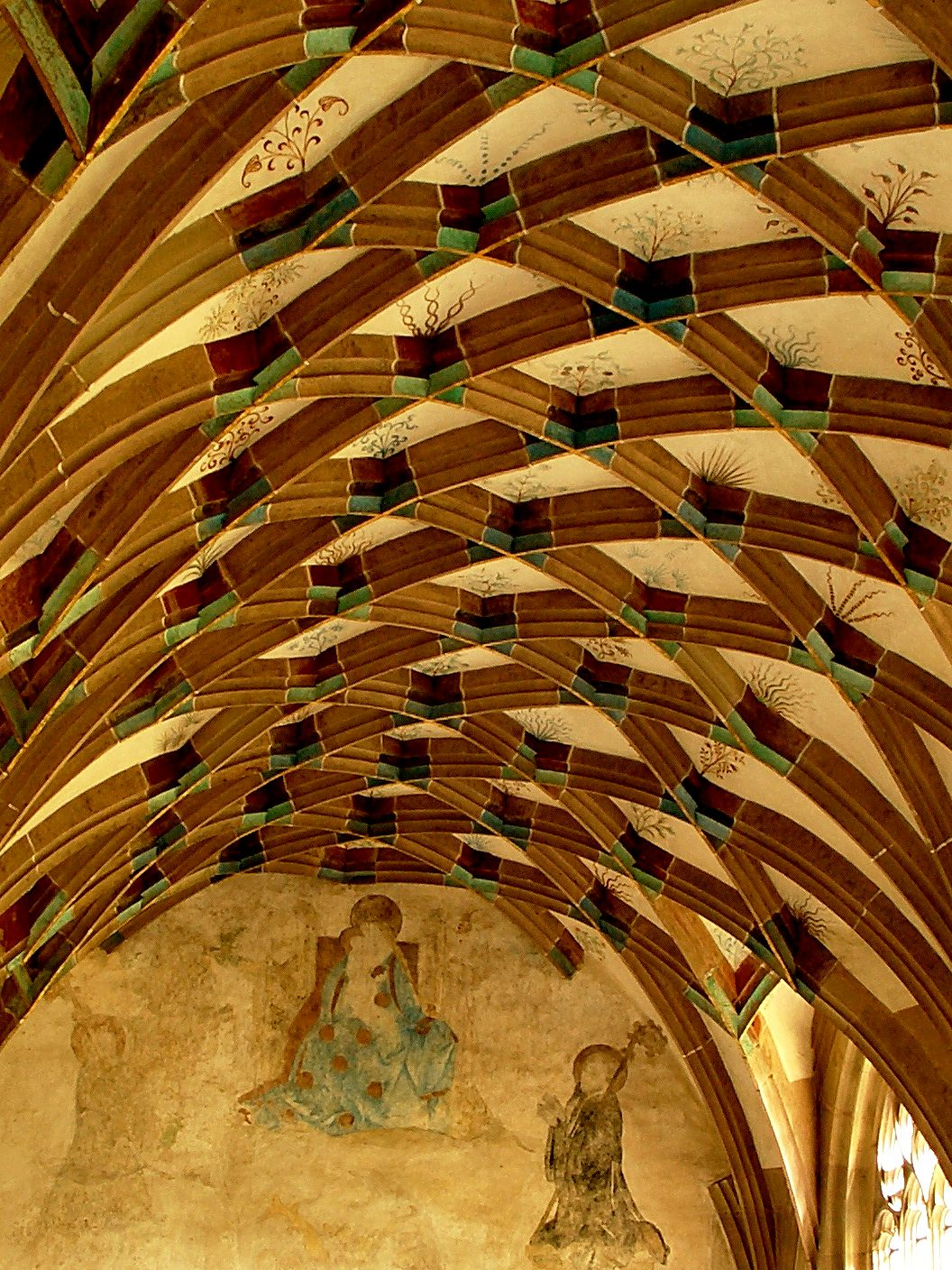
Volta romànica del locutori amb nervis de secció quadrada

En aquest monestir hi ha representats tots els corrents estilístics i tots els nivells de desenvolupament, des del romànic fins al gòtic tardà. El conjunt ofereix una imatge poc habitual de cohesió. La vida i el treball de l'orde des del segle xii fins al segle xvi poden il·lustrar-se amb tot luxe de detalls. L'agricultura dels monjos va ser considerada exemplar a la regió. Dins l'àrea del monestir es va practicar la piscicultura i es va construir un complicat sistema de rec. Dins dels murs del monestir estaven representats gairebé tots els oficis. Fins i tot avui en dia es conreen les vinyes sembrades pels monjos.
Només la traceria de les finestres del claustre han retingut les aparentment il·limitades formes d'expressió de l'art de la pedrera. És impressionant el bon estat de conservació del monestir i la idea de cohesió que transmet aquesta construcció al visitant modern, amb una gairebé inalterada imatge de la vida medieval al monestir. L'església romànica del monestir, una basílica de tres naus, és la construcció més antiga del lloc. Part del mobiliari és un cadiratge per a 92 monjos, fet de fusta de roure i ricament decorat. Fins avui el pati del monestir està envoltat d'imposants edificis d'administració i habitatge, així com de torres i una muralla de gairebé un quilòmetre de llarg.
Els altres edificis -infermeria, refectori, celler, auditori, porxo, claustre del sud, un altre refectori, farga, fonda, boteria, molí, i capella- s'anaren construint durant el segle xiii. Els altres laterals del claustre es remunten al segle xiv, com la majoria dels fortificacions i la font. Aquesta font, o lavatori, estava situada al claustre, però no enmig del jardí, sinó en un dels laterals separada d'aquest. S'hi accedia directament des del passadís del claustre.

## Escola del monestir
El gener de 1556, l'abat Heinrich, com els altres prelats del país, va acceptar el nou orde monàstic. A més de Maulbronn, dotze altres monestirs masculins de la regió de Württemberg es van convertir en escoles monàstiques protestants d'acord amb aquestes regulacions per tal de formar la següent generació de pastors protestants. A Maulbronn l'escola encara existeix avui dia, de forma modificada. S'hi han graduat notables personalitats com ara Johannes Kepler, Friedrich Hölderlin i Hermann Hesse. Maulbronn és un dels pocs seminaris que han sobreviscut fins als nostres dies. El 1807 l'escola es va convertir en seminari teològic protestant. Actualment, el seminari és un internat públic d'educació secundària (Gymnasium) que ofereix classes des del novè curs fins a l'Abitur de dotzè curs, al final de l'educació secundària alemanya. Hi viuen aproximadament uns cent estudiants.